# Rayarala Vijay Kumar

Bischofswappen von Rayarala Vijay Kumar

Rayarala Vijay Kumar (* 15. Oktober 1969 in Khammam, Distrikt Khammam) ist ein indischer Ordensgeistlicher und römisch-katholischer Bischof von Srikakulam.

## Leben
Rayarala Vijay Kumar trat 1990 dem Päpstlichen Institut für die auswärtigen Missionen bei, legte am 25. August 1997 die ewige Profess ab und empfing am 29. August 1998 in der Kathedrale von Khammam das Sakrament der Priesterweihe.
Nach der Priesterweihe war er zunächst in der Berufungspastoral im indischen Eluru tätig. Von 2000 bis 2003 studierte er an der Sektion San Luigi der Theologischen Fakultät von Mittelitalien in Posillipo und erwarb das Lizenziat in Biblischer Theologie. Anschließend war er drei Jahre als Missionar und Pfarrer in Papua-Neuguinea tätig. Von 2006 bis 2008 war er zunächst stellvertretender Rektor des Rehabilitationszentrums für Leprakranke in Bombay, das er anschließend bis 2014 leitete. Seit 2014 war er Regionaloberer seiner Ordensgemeinschaft in Indien und Mitglied des Konsultorenkollegiums des Bistums Eluru.
Am 16. Juli 2019 ernannte ihn Papst Franziskus zum Bischof von Srikakulam. Der Erzbischof von Visakhapatnam, Prakash Mallavarapu, spendete ihm am 2. September desselben Jahres die Bischofsweihe. Mitkonsekratoren waren der Erzbischof von Hyderabad, Thumma Bala, und der Bischof von Nellore, Doraboina Moses Prakasam.